# Vergine Maria (UPL di Palermo)
Vergine Maria è la cinquantacinquesima Unità di Primo Livello di Palermo.
Fa parte della VII Circoscrizione.

## Geografia fisica
Vergine Maria fa parte dei nuclei abitativi fondati nella costa nord-occidentale del capoluogo. Sorge su una ristretta fascia di terreno posta alla base della pendice orientale del Monte Pellegrino, bagnata dalle acque del mar Tirreno meridionale. Sebbene il litorale sottostante il promontorio sia composto in prevalenza da scogli, nel territorio della borgata è presente una spiaggia apprezzata per le sue qualità estetiche. L’arenile del quartiere è caratterizzato dalla presenza di sabbia dorata bagnata da acque cristalline e turchesi. L’ottima esposizione solare contribuisce al successo di questa spiaggia, dove si può prendere il sole dal mattino fino al tardo pomeriggio. Tranquillità e pace sono di casa, e si associano ad un panorama davvero particolare: a due passi dal mare infatti si trova anche una caratteristica tonnara con tutte le sue ancore in bella mostra, mentre alle spalle si erge maestoso il Monte Pellegrino. 
Nel tratto costiero di tale area si trova una sporgenza artificiale originata dal massiccio scarico di detriti edilizi durante il sacco di Palermo, che coprendo la scogliera preesistente ha alterato la morfologia del litorale. 

## Storia

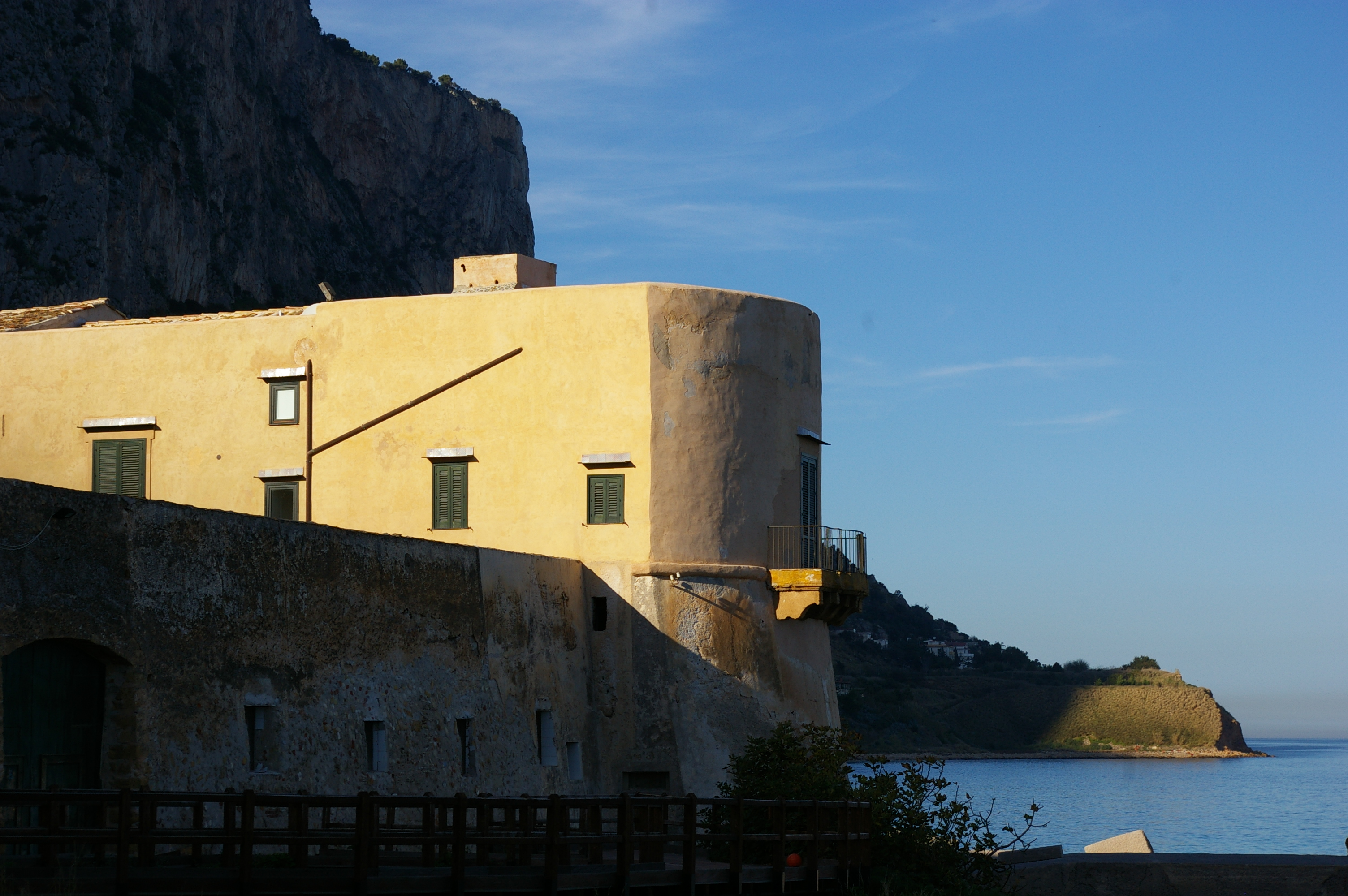
Tonnara Bordonaro

Il villaggio di Vergine Maria nacque e si sviluppò nelle estreme vicinanze della Tonnara Bordonaro, edificata nel XIV secolo nella porzione di costa sottostante il Monte Pellegrino. In origine la zona era nota con il nome di "Rotolo", sulla base del frequente distacco di massi dal monte per l'azione del vento e dell'acqua, che dal costone roccioso del promontorio rotolavano fino a raggiungere il mare. L'economia risultò legata per molto tempo alle mattanze, che rappresentarono una cospicua fonte di guadagno fino alla seconda metà del XIX secolo, contribuendo alla crescita demografica del borgo. 
Nei primi anni dell'Ottocento la zona conobbe un ulteriore sviluppo grazie all'apertura di una fabbrica di profumi fondata da tre imprenditori francesi: i fratelli Alexander e Joseph Sénès e Jacques Auguste Hugony. Successivamente, i fratelli Sénès e Hugony si separarono: i primi continuarono a gestire la fabbrica e aprirono anche una profumeria in via Toledo 104, mentre Hugony inaugurò un proprio negozio poco distante.Nel primo periodo di produzione l'attività venne indirizzata all'estrazione dell'essenza di bergamotto, ma raggiunse il massimo successo con le essenze estratte da alcune varietà di Pelargonium, che venivano utilizzate altresì per la produzione di un olio essenziale particolarmente apprezzato dalle donne aristocratiche del tempo. 
Il cambio delle rotte dei tonni all'inizio del Novecento provocò un forte recesso economico nella borgata, portando al declino del complesso di pesca che cessò qualsiasi attività negli anni '50. L'antico villaggio di pescatori perse progressivamente la sua identità, venendo inghiottito dalla grande espansione urbana del boom economico italiano: in tale spaccato storico, la giunta comunale di Vito Ciancimino, collusa con la mafia, concesse l'istituzione di una discarica per detriti edilizi nei pressi di Vergine Maria, in cui per anni le imprese legate alla parentesi del sacco di Palermo vennero autorizzate a liberarsi dei rifiuti da costruzione e demolizione. La discarica, soprannominata U Scarricaturi, raggiunse dimensioni tali da creare un promontorio artificiale che seppellì buona parte dell'originale scogliera e trasformò l'orografia del territorio, arrecando ingenti danni all'ecosistema costiero-marino. L'attività cessò in seguito alle forti proteste dei residenti, inaspritesi a causa di un incidente che coinvolse l'autista di uno dei camion addetti allo scarico, che perdendo il controllo del mezzo travolse e uccise un gruppo di pedoni. Il sito venne successivamente bonificato, tuttavia è ancora visibile l'alterazione morfologica originata dal continuo apporto di terra. 
Oggi, Vergine Maria si presenta come un nucleo residenziale di piccole dimensioni, parte del quartiere dell'Arenella-Vergine Maria. Rappresenta una delle mete balneari del capoluogo siciliano e l'economia locale è legata principalmente all'intercettazione dei flussi turistici.

## Monumenti e luoghi d'interesse

### Luoghi di interesse

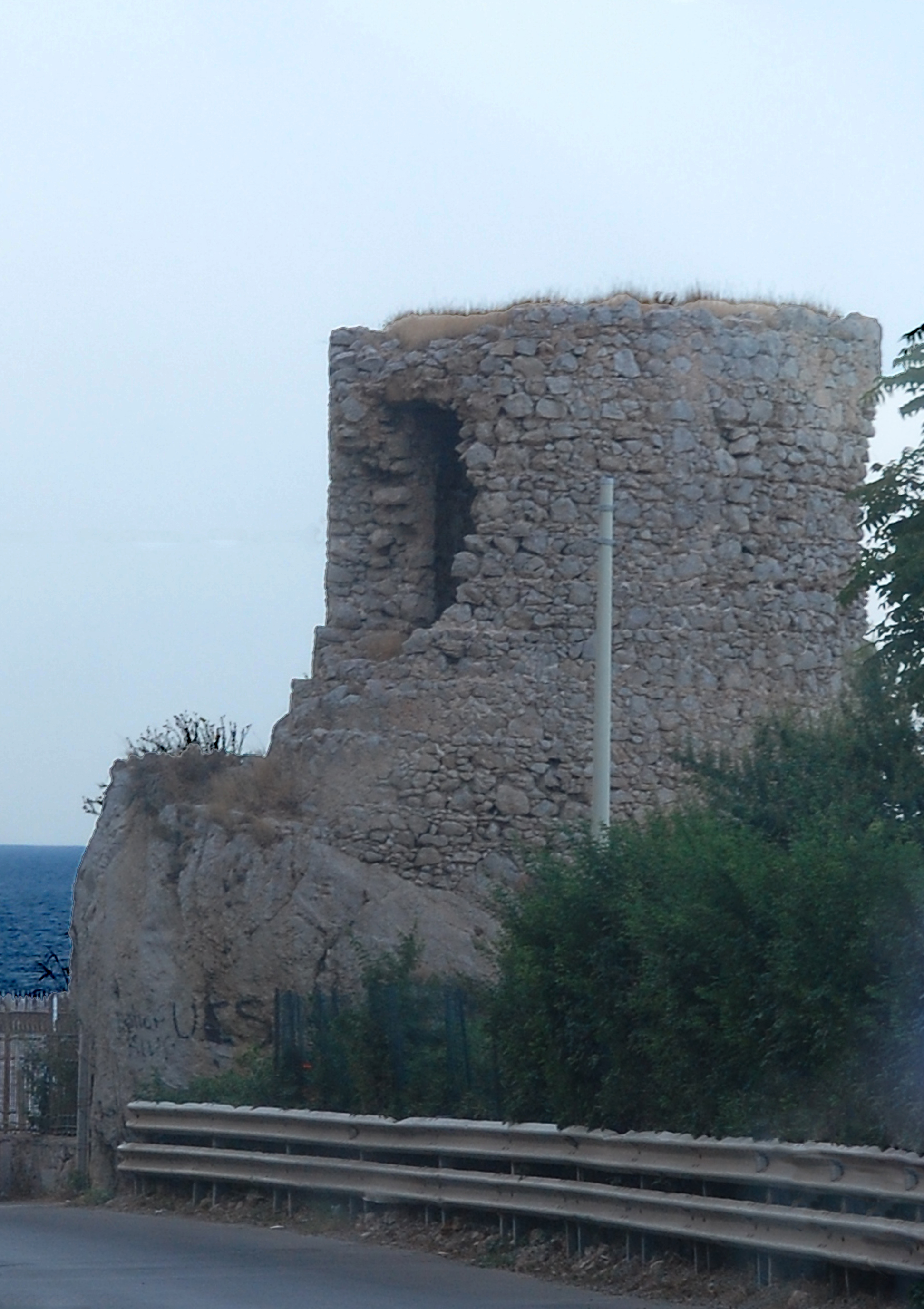
Torre del Rotolo

- Tonnara Bordonaro, o Tonnara di Vergine Maria, è una tonnara nel quartiere Vergine Maria di Palermo.

- Torre del Rotolo
La Torre di fra Giovanni o Torre del Rotolo o del Ruotolo si trova sulla punta Rotolo, tra l'Addaura e Vergine Maria, sul Lungomare Cristoforo Colombo n. 1624 in località Vergine Maria, borgata marinara di Palermo.

- Riserva naturale orientata Monte Pellegrino
La riserva naturale orientata Monte Pellegrino è un'area naturale protetta situata nel comune di Palermo ed è stata istituita nel 1996.

### Architetture religiose
- Cimitero di Santa Maria dei Rotoli, comunemente chiamato "cimitero dei Rotoli", in via Papa Sergio I. Venne edificato nei pressi della UPL in seguito all'epidemia di colera che colpì Palermo nel 1837, causa di un numero di morti così elevato da portare alla saturazione del cimitero di Sant'Orsola. Nel 1860 venne effettuato un ampliamento per volontà di Giuseppe Garibaldi, che comprese l'istituzione del cosiddetto cimitero acattolico dove trovarono riposo alcune delle salme trasferitevi dal vicino cimitero degli inglesi dell'Acquasanta. Oggi, Santa Maria dei Rotoli rappresenta il più grande cimitero comunale, in cui figurano un consistente numero di cappelle e sepolture gentilizie, ornate da statue ad opera di artisti come Benedetto Civiletti e Antonio Ugo;

- Chiesa di Maria Santissima Regina degli Apostoli, nasce per volere del Card. Luigi Lavitrano il 15 Maggio 1941 non essendo più sufficiente la piccola e vecchia chiesetta detta "ru chiano" esistente nel piano della tonnara bordonaro

## Infrastrutture e trasporti

### Mobilità urbana
Il quartiere dell'Arenella-Vergine Maria è servito dalle linee autobus AMAT 603 (Stadio - Mondello) e 731 (Vergine Maria - Piazza Croci). Nelle ore notturne è attiva la linea N1 che collega i quartieri della costa nord-occidentale di Palermo con il centro urbano.